# Dix Chapeaux en 60 secondes
Pour plus de détails, voir Fiche technique et Distribution.
Dix Chapeaux en 60 secondes est un film de Georges Méliès, sorti en 1896. Actuellement, le film est considéré comme perdu. En 2019, il a été retrouvé une partie du film qui aurait survécu sur support papier (Flipbook ou folioscope), dont les photogrammes ont été attribués à Georges Méliès.